# Altar of the Eagles
Altar of the Eagles – pierwszy minialbum heavymetalowego zespołu Saxon wydany w 1998 roku przez wytwórnię Metal Hammer.
Wydany jako album promocyjny dołączony do greckiego wydania czasopisma Metal Hammer.

## Lista utworów
1. „Hole in the Sky” – 4:41
2. „Overture in B minor/Refugee” – 5:34
3. „Altar of the Gods” – 3:37
4. „One Step Away” – 4:57
5. „Baptism of Fire” – 3:09

## Twórcy
- Biff Byford – śpiew
- Graham Oliver – gitara
- Paul Quinn – gitara
- Nibbs Carter – gitara basowa
- Nigel Glockler – perkusja